# Peperomia sanquininiana
Peperomia sanquininiana är en pepparväxtart som beskrevs av Trel. & Yunck.. Peperomia sanquininiana ingår i släktet peperomior, och familjen pepparväxter. Inga underarter finns listade i Catalogue of Life.